# Kirill Martjenko
Kirill Igorevitj Martjenko, ryska: Кирилл Игоревич Марченко, född 21 juli 2000, är en rysk professionell ishockeyforward som spelar i Columbus Blue Jackets i National Hockey League (NHL).
Han har tidigare spelat för HK Jugra Chanty-Mansijsk och SKA Sankt Petersburg i Kontinental Hockey League (KHL); SKA-Neva i Vyssjaja chokkejnaja liga (VHL) samt Mamonty Jugry, SKA-1946 och SKA-Varjagi i Molodjozjnaja chokkejnaja liga (MHL).
Martjenko draftades av Columbus Blue Jackets i andra rundan 2018 års draft som 49:e totalt.

## Statistik
| 2016–2017  | Mamonty Jugry            | MHL        | 29  | 15 | 11 | 26 | 2  | —  | — | — | —  | —  |
| 2017–2018  | HK Jugra Chanty-Mansijsk | KHL        | 2   | 0  | 0  | 0  | 0  | —  | — | — | —  | —  |
|            | Mamonty Jugry            | MHL        | 31  | 8  | 8  | 16 | 33 | 8  | 4 | 3 | 7  | 6  |
| 2018–2019  | SKA Sankt Petersburg     | KHL        | 1   | 0  | 0  | 0  | 0  | —  | — | — | —  | —  |
|            | SKA-Neva                 | VHL        | 23  | 2  | 1  | 3  | 4  | 3  | 0 | 0 | 0  | 0  |
|            | SKA-1946                 | MHL        | 15  | 6  | 13 | 19 | 4  | 9  | 4 | 2 | 6  | 6  |
|            | SKA-Varjagi              | MHL        | 5   | 2  | 2  | 4  | 4  | —  | — | — | —  | —  |
| 2019–2020  | SKA Sankt Petersburg     | KHL        | 31  | 7  | 9  | 16 | 6  | 4  | 3 | 2 | 5  | 2  |
|            | SKA-Neva                 | VHL        | 14  | 9  | 3  | 12 | 4  | 1  | 1 | 0 | 1  | 2  |
| 2020–2021  | SKA Sankt Petersburg     | KHL        | 41  | 15 | 13 | 28 | 14 | 14 | 3 | 1 | 4  | 4  |
|            | SKA-1946                 | MHL        | 2   | 3  | 4  | 7  | 0  | —  | — | — | —  | —  |
| 2021–2022  | SKA Sankt Petersburg     | KHL        | 39  | 12 | 8  | 20 | 13 | —  | — | — | —  | —  |
|            | SKA-Neva                 | VHL        | 2   | 1  | 2  | 3  | 2  | 12 | 6 | 2 | 8  | 12 |
| 2022–2023  | Columbus Blue Jackets    | NHL        | 1   | 0  | 0  | 0  | 0  | —  | — | — | —  | —  |
|            | Cleveland Monsters       | AHL        | 16  | 8  | 11 | 19 | 8  | —  | — | — | —  | —  |
| NHL totalt | NHL totalt               | NHL totalt | 1   | 0  | 0  | 0  | 0  | —  | — | — | —  | —  |
| KHL totalt | KHL totalt               | KHL totalt | 114 | 32 | 30 | 64 | 33 | 18 | 6 | 3 | 9  | 6  |
| VHL totalt | VHL totalt               | VHL totalt | 39  | 12 | 6  | 18 | 10 | 16 | 7 | 2 | 9  | 14 |
| MHL totalt | MHL totalt               | MHL totalt | 82  | 34 | 38 | 72 | 43 | 17 | 8 | 5 | 13 | 12 |

### Internationellt
| Källa: Uppdaterad: 2022-12-07 | Källa: Uppdaterad: 2022-12-07 | Källa: Uppdaterad: 2022-12-07 |         | Utv = Utvisningsminuter | Utv = Utvisningsminuter | Utv = Utvisningsminuter | Utv = Utvisningsminuter | Utv = Utvisningsminuter |
| År                            | Lag                           | Mästerskap                    | Matcher | Mål                     | Assists                 | Poäng                   | Utv                     |                         |
| ----------------------------- | ----------------------------- | ----------------------------- | ------- | ----------------------- | ----------------------- | ----------------------- | ----------------------- | ----------------------- |
| 2018                          | Ryssland                      | U18-VM                        | 5       | 3                       | 3                       | 6                       | 4                       |                         |
| 2019                          | Ryssland                      | JVM                           | 7       | 1                       | 0                       | 1                       | 0                       |                         |
| 2020                          | Ryssland                      | JVM                           | 7       | 2                       | 4                       | 6                       | 2                       |                         |
| Junior totalt                 | Junior totalt                 | Junior totalt                 | 19      | 6                       | 7                       | 13                      | 6                       |                         |